# Cameron Cobbold, I barone Cobbold
Cameron Fromanteel "Kim" Cobbold, I barone Cobbold (Londra, 14 settembre 1904 – Knebworth, 1º novembre 1987) è stato un banchiere inglese.

## Biografia
Era il figlio del tenente colonnello Clement Cobbold, e di sua moglie, Stella Willoughby Savile Cameron. Studiò presso l'Eton College e il King's College (Cambridge).

## Carriera
Nel 1933, su invito del Governatore della Banca d'Inghilterra, Montagu Norman, iniziò a lavorare per la Banca d'Inghilterra. È stato nominato vice governatore nel 1945 e divenne governatore nel 1949, carica che mantenne fino al 1961. Durante il suo mandato è stato nominato Consigliere privato (1959) ed è stato creato Barone Cobbold , di Knebworth nel contea di Hertford (1960).
Ha ricoperto la carica di sceriffo della contea di Londra nel 1946. È stato Lord in Waiting (1971-1987) e vice luogotenente del Hertfordshire, nel 1972.
Nel 1963 divenne Lord Ciambellano della regina .

## Matrimonio
Sposò, il 3 aprile 1930, Hermione Bulwer-Lytton, figlia di Victor Bulwer-Lytton, II conte di Lytton. Ebbero quattro figli:
- Jane Cobbold (10 maggio 1931-16 febbraio 1937);
- Susan Victoria Cobbold (24 maggio 1933), sposò Christopher Charles Blount, ebbero quattro figli;
- David Cobbold, II barone Cobbold (14 luglio 1937);
- Rowland John Fromanteel Cobbold (20 giugno 1944), sposò Sophia Augusta White-Spunner, ebbero due figli.

## Morte
Morì il 1º novembre 1987 a Knebworth.